# Яроцкий, Ежи
Ежи Яроцкий (пол. Jerzy Jarocki; 11 мая 1929, Варшава — 10 октября 2012, Варшава) — польский театральный педагог и режиссёр.

## Биография
Учился в Москве у Николая Горчакова. Выпускник Государственной высшей театральной школы в Кракове. Дебютировал как режиссёр в 1957 году. Был среди первых польских постановщиков драматургии Виткевича, Гомбровича, Ружевича, Мрожека, а также О’Нила, Артура Миллера, Дюрренматта. В основном, был связан со Старым театром в Кракове и Театром Народовым в Варшаве.

## Избранные постановки
- 1958: Дж. Осборн Любовь и гнев
- 1959: Гомбрович Венчание (спектакль снят после пяти представлений)
- 1968: Шекспир Цимбелин
- 1971: Ружевич Вышел из дому
- 1976: Виткацы Мать
- 1977: Б. Ясенский "Бал манекенов" - Челябинский драматический театр имени Цвиллинга.
- 1983: Кальдерон Жизнь есть сон
- 1991: Гомбрович Обручение
- 1992: Ружевич Мышеловка
- 1994: Чехов Платонов
- 1995: Генрих фон Клейст Кетхен из Гейльбронна
- 1999: История ПНР по Мрожеку
- 2000: Чехов Дядя Ваня
- 2005: Гомбрович Космос
- 2007: Мрожек Любовь в Крыму

## Педагогическая деятельность
Преподавал в Государственной высшей театральной школе в Кракове. Среди его учеников — Ежи Радзивилович.

## Признание
Золотой Крест Заслуги (1968), почетный знак Заслуженный деятель культуры (1973). Премия имени Конрада Свинарского (1977). Кавалерский (1974) и офицерский (1987) крест Ордена Возрождения Польши. Золотая медаль Заслуженный деятель культуры Gloria Artis (2007).
Член Польской академии знаний (1994). Почетный доктор Ягеллонского университета.